# Skiff AS masculin aux Jeux paralympiques d'été de 2012
Navigation
Pékin 2008 Rio de Janeiro 2016
L'épreuve du skiff AS masculin aux Jeux paralympiques d'été de 2012 se déroulent du 31 août au 2 septembre 2012 au Dorney Lake à Londres, au Royaume-Uni.

## Résultats détaillés

### Séries
| Rang | Couloir | Rameur           | Pays            | Temps         | Notes |
| ---- | ------- | ---------------- | --------------- | ------------- | ----- |
| 1    |         | Tom Aggar        | Grande-Bretagne | 4 min 56 s 65 | QA    |
| 2    |         | Jun-Ha Park      | Corée du Sud    | 5 min 1 s 70  | R     |
| 3    |         | Luciano Oliveira | Brésil          | 5 min 2 s 21  | R     |
| 4    |         | Ronald Harvey    | États-Unis      | 5 min 5 s 45  | R     |
| 5    |         | Johannes Schmidt | Allemagne       | 5 min 17 s 66 | R     |
| 6    |         | Carlos Vysocki   | Argentine       | 5 min 27 s 94 | R     |

| Rang | Couloir | Rameur            | Pays             | Temps         | Notes |
| ---- | ------- | ----------------- | ---------------- | ------------- | ----- |
| 1    |         | Huang Cheng       | Chine            | 4 min 45 s 02 | QA    |
| 2    |         | Aleksey Chuvashev | Russie           | 4 min 46 s 99 | R     |
| 3    |         | Erik Horrie       | Australie        | 4 min 52 s 75 | R     |
| 4    |         | Danny McBride     | Nouvelle-Zélande | 5 min 0 s 04  | R     |
| 5    |         | Juan Pablo Barcia | Espagne          | 5 min 0 s 42  | R     |
| 6    |         | Andrii Kryvchun   | Ukraine          | 5 min 6 s 16  | R     |

### Repêchages
| Rang | Couloir | Rameur            | Pays         | Temps         | Notes |
| ---- | ------- | ----------------- | ------------ | ------------- | ----- |
| 1    |         | Erik Horrie       | Australie    | 4 min 56 s 75 | QA    |
| 2    |         | Jun-Ha Park       | Corée du Sud | 5 min 0 s 72  | QA    |
| 3    |         | Juan Pablo Barcia | Espagne      | 5 min 4 s 48  | QB    |
| 4    |         | Ronald Harvey     | États-Unis   | 5 min 8 s 22  | QB    |
| 5    |         | Carlos Vysocki    | Argentine    | 5 min 32 s 99 | QB    |

| Rang | Couloir | Rameur            | Pays             | Temps         | Notes |
| ---- | ------- | ----------------- | ---------------- | ------------- | ----- |
| 1    |         | Aleksey Chuvashev | Russie           | 4 min 56 s 67 | QA    |
| 2    |         | Luciano Oliveira  | Brésil           | 4 min 59 s 16 | QA    |
| 3    |         | Danny McBride     | Nouvelle-Zélande | 5 min 4 s 47  | QB    |
| 4    |         | Andrii Kryvchun   | Ukraine          | 5 min 7 s 22  | QB    |
| 5    |         | Johannes Schmidt  | Allemagne        | 5 min 8 s 09  | QB    |

### Finales
| Rang                                   | Couloir | Rameur            | Pays            | Temps         | Notes |
| -------------------------------------- | ------- | ----------------- | --------------- | ------------- | ----- |
| Médaille d'or, Jeux paralympiques      |         | Huang Cheng       | Chine           | 4 min 52 s 36 |       |
| Médaille d'argent, Jeux paralympiques  |         | Erik Horrie       | Australie       | 4 min 55 s 85 |       |
| Médaille de bronze, Jeux paralympiques |         | Aleksey Chuvashev | Russie          | 4 min 55 s 91 |       |
| 4                                      |         | Tom Aggar         | Grande-Bretagne | 4 min 58 s 08 |       |
| 5                                      |         | Jun-Ha Park       | Corée du Sud    | 5 min 2 s 22  |       |
| 6                                      |         | Luciano Oliveira  | Brésil          | 5 min 5 s 37  |       |

| Rang | Couloir | Rameur            | Pays             | Temps         | Notes |
| ---- | ------- | ----------------- | ---------------- | ------------- | ----- |
| 1    |         | Danny McBride     | Nouvelle-Zélande | 5 min 6 s 90  |       |
| 2    |         | Ronald Harvey     | États-Unis       | 5 min 8 s 28  |       |
| 3    |         | Juan Pablo Barcia | Espagne          | 5 min 11 s 53 |       |
| 4    |         | Andrii Kryvchun   | Ukraine          | 5 min 11 s 92 |       |
| 5    |         | Johannes Schmidt  | Allemagne        |               |       |
| 6    |         | Carlos Vysocki    | Argentine        |               |       |